# Квіддельбах
Квіддельбах (нім. Quiddelbach) — громада в Німеччині, розташована в землі Рейнланд-Пфальц. Входить до складу району Арвайлер. Складова частина об'єднання громад Аденау.
Площа — 4,43 км2. Населення становить 264 ос. (станом на 31 грудня 2020).